# Calotes liocephalus
Calotes liocephalus е вид влечуго от семейство Агамови (Agamidae). Видът е застрашен от изчезване.

## Разпространение
Разпространен е в Шри Ланка.